# Kecamatan Sabu Timur
Kecamatan Sabu Timur är ett distrikt i Indonesien.   Det ligger i provinsen Nusa Tenggara Timur, i den södra delen av landet, 1 700 km öster om huvudstaden Jakarta. Kecamatan Sabu Timur ligger på ön Savu Island.